# 香港特別行政區排名名單
香港特別行政區排名名單（英語：Hong Kong SAR Order of Precedence）是指香港特別行政區政府內所設的一個象徵性地位排名。在現實中，如果行政長官不在香港，其職務並非如下表所指由香港終審法院首席法官代行，而是依次由政務司司長、財政司司長和律政司司長代行。
這個排名名單主要在一些需要區別階級身分的場合，例如安排大型慶典的嘉賓座位編排及介紹順序等使用。

## 香港特別行政區排名名單
1. 行政長官（現任：李家超）
2. 終審法院首席法官（現任：張舉能）
3. 前任行政長官（董建華、曾蔭權、梁振英和林鄭月娥）[a]
4. 政務司司長（現任：陳國基）
5. 財政司司長（現任：陳茂波）
6. 律政司司長（現任：林定國）
7. 立法會主席與行政會議成員：
  1. 立法會主席（現任：梁君彥）
  2. 行政會議非官守議員召集人（現任：葉劉淑儀）
  3. 政務司副司長（現任：卓永興）
  4. 財政司副司長（現任：黃偉綸）
  5. 律政司副司長（現任：張國鈞）
  6. 其他行政會議成員[b]
8. 其他主要官員
  1. 警務處處長（現任：周一鳴）
  2. 廉政專員（現任：胡英明）
  3. 審計署署長（現任：林智遠）
  4. 入境事務處處長（現任：郭俊峯）
  5. 海關關長（現任：陳子達）
9. 終審法院法官與高等法院首席法官：
  1. 終審法院常任法官（現任：李義、霍兆剛及林文瀚）
  2. 終審法院非常任法官[c]
  3. 高等法院首席法官（現任：潘兆初）
10. 其他立法會議員[d]
11. 總領事[e][f]
12. 宗教領袖
  1. 香港聖公會大主教（現任：陳謳明）
  2. 香港佛教聯合會會長（現任：釋寬運）
  3. 天主教香港教區主教（現任：周守仁）
  4. 孔教學院院長（現任：湯恩佳）
  5. 中華回教博愛社主席（現任：脫瑞康）
  6. 香港基督教協進會主席（現任：王家輝）
  7. 香港道教聯合會主席（現任：梁德華）
13. 獲頒大紫荊勳章的人士[g]
14. 各大學首長
  1. 香港城市大學校長（現任：梅彥昌）
  2. 香港浸會大學校長（現任：衞炳江）
  3. 香港都會大學校長（現任：林群聲）
  4. 香港樹仁大學署理校長[h]（現任：胡懷中）
  5. 嶺南大學校長（現任：秦泗釗）
  6. 聖方濟各大學署理校長（現任：盧鐵榮）
  7. 香港中文大學校長（現任：盧煜明）
  8. 香港教育大學校長（現任：李子建）
  9. 香港恒生大學校長（現任：何順文）
  10. 香港理工大學校長（現任：滕錦光）
  11. 香港科技大學校長（現任：葉玉如）
  12. 香港大學校長（現任：張翔）
15. 高等法院法官
  1. 上訴法庭法官[i]
  2. 原訟法庭法官[i]
16. 特派官員：
  1. 公務員敍用委員會主席（現任：鄭美施）
  2. 申訴專員（現任：陳積志）
17. 領事主管或名譽領事[e][f]
18. 常任秘書長、副局長及首長級第六級或以上官員
19. 區域法院法官
  1. 首席法官（現任：高勁修）
  2. 主任家事法庭法官（現任：陳振國）
  3. 區域法院法官[j]
20. 獲頒金紫荊星章的人士[k]
21. 太平紳士[l]
22. 區議會主席（民政事務專員兼任）及區議會議員

## 香港特別行政區成立以來排名名單主要修訂
香港特別行政區成立以來，《香港特別行政區排名名單》的主要修訂為： 
- 2000年1月
  - 修訂：刪除「臨時市政局主席/臨時區域市政局主席/其他臨時市政區及區域市政局議員」組別
  - 原因：臨時市政局及臨時區域市政局於二〇〇〇年解散。

- 2002年1月
  - 修訂：加入「區議會副主席」及「其他區議會議員」兩個組別
  - 原因：鑑於兩個臨時市政局解散後，區議會職能擴大。

- 2002年七月
  - 修訂：在「其他行政會議成員」組別中加入所有根據「主要官員問責制」委任的政策局局長，與及把「常任秘書長」（即在問責制推行前稱為「局長」的官員）加入「首長級第六級或以上官員」組別。
  - 原因：「主要官員問責制」於二〇〇二年七月推行。

- 2009年12月
  - 修訂：在「區域法院法官」組別中加入「主任家事法庭法官」分組
  - 原因：納入新增職級。

- 2012年11月
  - 修訂：加入「香港特別行政區前任行政長官」及「副局長」兩項（後者加入於「常任秘書長、首長級第六級或以上官員」組別中）
  - 原因：前任行政長官及副局長時有出席官方活動，須為這類活動提供禮賓及儀典安排方面的參考。

- 2022年7月
  - 修訂：加入「政務司副司長」、「財政司副司長」及「律政司副司長」

## 香港排名名單（1997年7月1日前最後版本）
1. 香港總督[註 1]
2. 首席大法官[註 2]
3. 布政司[註 3]
4. 少將軍階或以上的駐港三軍司令[註 4]
5. 宗教領袖[e]：
  1. 聖公會港澳教區主教
  2. 天主教香港教區主教
6. 財政司
7. 律政司
8. 立法局主席
9. 行政局議員
10. 其他立法局議員
11. 高級專員及總領事[e]：
  1. 英聯邦國家駐港高級專員及其他國家的駐港總領事
  2. 英聯邦國家署理駐港高級專員及其他國家的署理駐港總領事
  3. 名譽總領事
  4. 英國駐港商務專員公署高級商務專員
12. 各大學校長[e]
13. 最高法院大法官：
  1. 上訴法院大法官
  2. 高等法院大法官
14. 爵士[e]
15. 下列官員：
  1. 警務處處長
  2. 公務員敘用委員會主席
  3. 申訴專員
  4. 總督特派廉政專員
  5. 市政局主席
  6. 區域市政局主席
16. 擔任領事館首長的駐港領事[e]
17. 擔任領事館首長的名譽領事[e]
18. 其他司級官員和第一組部門首長
19. 總參謀和駐港皇家海軍高級軍官
20. 香港政府駐倫敦辦事處專員[e]
21. 市政局和區域市政局的其他成員
22. 首長級甲級政務官和同等職級的部門首長
23. 地方法院法官
24. 區議會主席
25. 獲頒英國各級武士團勳銜人士[e]
26. 太平紳士[e]

### 沿革
1. ↑  職位等於今日的香港行政長官
2. ↑  最高法院，即是今日的香港高等法院。最高法院首席大法官則等於今日的高等法院首席法官。
3. ↑  布政司一職等同今日的政務司司長。
4. ↑  駐港三軍司令一職大約等於今日的中國人民解放軍駐香港部隊司令員和政治委員，但駐港部隊司令員和政治委員均沒有於現今生效的特區排名名單中列席。